# 阿庫利尼夫卡
47°51′1″N 29°32′11″E / 47.85028°N 29.53639°E
阿庫利尼夫卡（烏克蘭語：Акулинівка）是位於烏克蘭西南部的村莊，由敖德萨州波季利斯克区的巴爾塔市鎮負責管轄。該村始建於1786年，面積0.34平方公里，海拔高度227米，2001年人口83。